# Ca les Borrasses
Ca les Borrasses és una obra de Poboleda (Priorat) inclosa a l'Inventari del Patrimoni Arquitectònic de Catalunya.

## Descripció
Edifici de paredat de planta baixa, pis i golfes que presenta una portalada de pedra amb un arc de mig punt rebaixat amb data del 1857. A la façana s'obren dues finestres a diferent nivell a la planta baixa, quatre balcons al primer pis, amb baranes de ferro forjat i quatre balcons més a les golfes, aquests darrers no sortits. La construcció és coronada per un petit ràfec amb una canal de ceràmica i cinc sobreeixidors de ferro forjat.

## Història
La construcció correspon al període florent del Priorat d'unes dècades abans de la fil·loxera.